# Isopterygium homomallifolium
Isopterygium homomallifolium là một loài Rêu trong họ Hypnaceae. Loài này được Redf. mô tả khoa học đầu tiên năm 1973.